# Nicholas Tongue
Walter Nicholas Henry Tongue –conocido como Nick Tongue– (Auckland, 8 de abril de 1973) es un deportista neozelandés que compitió en natación, especialista en el estilo libre.
Ganó tres medallas de bronce en el Campeonato Pan-Pacífico de Natación, en los años 1995 y 1997.

## Palmarés internacional
| Campeonato Pan-Pacífico | Campeonato Pan-Pacífico  | Campeonato Pan-Pacífico | Campeonato Pan-Pacífico |
| Año                     | Lugar                    | Medalla                 | Prueba                  |
| ----------------------- | ------------------------ | ----------------------- | ----------------------- |
| 1995                    | Atlanta (Estados Unidos) | Medalla de bronce       | 4 × 100 m libre         |
| 1997                    | Fukuoka (Japón)          | Medalla de bronce       | 4 × 100 m libre         |
| 1997                    | Fukuoka (Japón)          | Medalla de bronce       | 4 × 200 m libre         |